# Канлифф-Листер, Дэвид, 2-й граф Суинтон
Дэвид Ярбург Канлифф-Листер, 2-й граф Суинтон (англ. David Yarburgh Cunliffe-Lister, 2nd Earl of Swinton; 21 марта 1937 — 26 марта 2006) — британский пэр и политик. Он носил титул учтивости — лорд Машам с 1955 по 1972 год.

## Предыстория
Старший сын достопочтенного Джона Ярбурга Канлиффа-Листера (1913—1943) и его жены Энн Ирвин Медликотт (1914—1961). Его отец умер в 1943 году от ран, полученных в ходе Второй мировой войны. Дэвид получил образование в Винчестерском колледже и Королевском сельскохозяйственном колледже Сайренчестера.
Его дед, Филип Канлифф-Листер (1884—1972), который был назначен виконтом Суинтоном в 1935 году и графом Суинтоном в 1955 году, был депутатом и ветераном 11 консервативных кабинетов. Его прадедом был Сэмюэл Листер, основатель Lister’s Mill в Брэдфорде. До национализации угольной промышленности семья владела угольным разрезом в Физерстоуне, и Дэвид никогда не забывал о своих связях с этим районом, будучи горячим сторонником, а также президентом клуба Лиги регби Физерстоун Роверс.
Канлифф-Листер стал 2-м графом Суинтона после смерти своего деда в 1972 году и занимал должность заместителя главного кнута в Палате лордов при Маргарет Тэтчер с 1982 по 1986 год. Он также был представителем правительства по вопросам сельского хозяйства и образования с 1983 по 1986 год. Он покинул Палату лордов после принятия Акта о Палате лордов 1999 года.

## Личная жизнь
В 1959 году он женился на Сьюзен Лилиан Примроуз Синклер (14 апреля 1935 — 12 марта 2023), дочери майора сэра Рональда Синклера, 8-го баронета (1899—1952), которая в 1970 году была назначена пожизненным пэром как баронесса Мэшам из Илтона. Он и его жена были одной из немногих пар, которые оба носили дворянские титулы сами по себе. Они усыновили двоих детей, дочь Клэр Кэролайн (род. 30 июня 1965) и сына Джона Чарльза (род. 10 мая 1967).

## Дальнейшая жизнь
Лорд Суинтон был членом Совета графства Норт-Райдинг-оф-Йоркшир в 1961—1974 годах и его преемника, Совета графства Норт-Йоркшир в 1973—1977 годах. Он также был мировым судьей и заместителем лейтенанта Норт-Йоркшира. Он также ранее был членом сельской комиссии и директором Общества постоянного строительства Лидса.

## Смерть
Преследуемый болезнью последние 10 лет своей жизни, лорд Суинтон перенес инсульт и стал инвалидом из-за его последствий и болезни Паркинсона. Он также страдал от диабета и, в конечном итоге, от рака. Он умер через 5 дней после своего 69-летия. Его похороны состоялись в церкви Святой Марии в Машаме 6 апреля 2006 года. Ему наследовал его младший брат Николас Канлифф-Листер, 3-й граф Суинтон (1939—2021).